# Гонсало Хав'єр Родрігес
Гонсало Хав'єр Родрігес (ісп. Gonzalo Javier Rodríguez, нар. 10 квітня 1984, Буенос-Айрес) — аргентинський футболіст, захисник клубу «Сан-Лоренсо».
Виступав, зокрема, за іспанський «Вільярреал», з яким вигравав Кубок Інтертото, а також національну збірну Аргентини.

## Клубна кар'єра
У дорослому футболі дебютував 2002 року виступами за команду клубу «Сан-Лоренсо», в якій провів два сезони, взявши участь у 57 матчах чемпіонату. 
Своєю грою за цю команду привернув увагу представників тренерського штабу іспанського «Вільярреала», до складу якого приєднався 2004 року. Відіграв за вільярреальський клуб наступні вісім сезонів своєї ігрової кар'єри. Більшість часу, проведеного у складі «Вільярреала», був основним гравцем захисту команди.
У серпні 2012 року уклав трирічний контракт з італійською «Фіорентиною», до якої перейшов за 1,5 мільйони євро. У складі «фіалок» відразу став основним гравцем у центрі захисту, відтоді провів за цю команду 91 матч в національному чемпіонаті.

## Виступи за збірні
2003 року провів одну гру в складу молодіжної збірної Аргентини.
Того ж 2003 року дебютував в офіційних матчах у складі національної збірної Аргентини. Протягом наступних чотирьох років провів у формі головної команди країни загалом 6 матчів, забивши 1 гол, після чого до її лав не викликався.
У складі збірної був учасником розіграшу Кубка конфедерацій 2005 року у Німеччині, де разом з командою здобув «срібло», особисто взявши участь у двох іграх турніру.
| Дата       | Місто          | Господарі | Результат | Гості     | Турнір             | Голи | Примітки |
| ---------- | -------------- | --------- | --------- | --------- | ------------------ | ---- | -------- |
| 31-01-2003 | Сан-Педро-Сула | Гондурас  | 1 – 3     | Аргентина | товариський матч   | -    |          |
| 04-02-2003 | Лос-Анджелес   | Аргентина | 1 – 0     | Мексика   | товариський матч   | 1    |          |
| 17-11-2004 | Буенос-Айрес   | Аргентина | 3 – 2     | Венесуела | Відбір до ЧС 2006  | -    |          |
| 14-06-2005 | Кельн          | Аргентина | 2 – 1     | Туніс     | Кубок Конфедерацій | -    | 17'      |
| 18-06-2005 | Нюрнберг       | Австралія | 2 – 4     | Аргентина | Кубок Конфедерацій | -    | 86'      |
| 09-06-2008 | Нью-Йорк       | США       | 0 – 0     | Аргентина | товариський матч   | -    |          |
| Усього     |                | Матчів    | 6         |           | Голів              | 1    |          |

## Титули і досягнення
- Чемпіон Південної Америки (U-20): 2003
- Володар Кубка Інтертото (1):

«Вільярреал»:  2004